# Йозеф Кріхубер
Йозеф Крігубер (нім. Josef Kriehuber; 15 грудня 1800, Відень — 30 травня 1876, там само) — австрійський художник.

## Життєпис
Йозеф Крігубер від тринадцятирічного віку навчався в класі малюнка Віденської академії мистецтв.
У 1818—1821 роках служив учителем малювання у польських князів Санґушків. Потім повернувся до Відня, де від 1826 року почав працювати в порівняно новій техніці літографії. Незабаром Крігубер став найпопулярнішим і високооплачуваним портретистом австрійської столиці.
Від 1860 року член Віденської академії образотворчих мистецтв.
Син Фрідріх пішов слідами батька і теж став художником-портретистом.

## Творчість
Йому належить близько 3000 літографічних портретів, зокрема, імператора Франца I Австрійського, графа Меттерніха, Йозефа Радецького, композиторів і музикантів Франца Шуберта, Роберта Шумана, Ференца Ліста, Нікколо Паганіні, Йогана Нестроя, Франца Грільпарцера і багатьох інших знаменитостей.
Писав також олійними фарбами і аквареллю, працював у техніці малюнка.
Роботи художника зберігаються в галереї Альбертіна і Австрійській національній бібліотеці.

## Галерея робіт

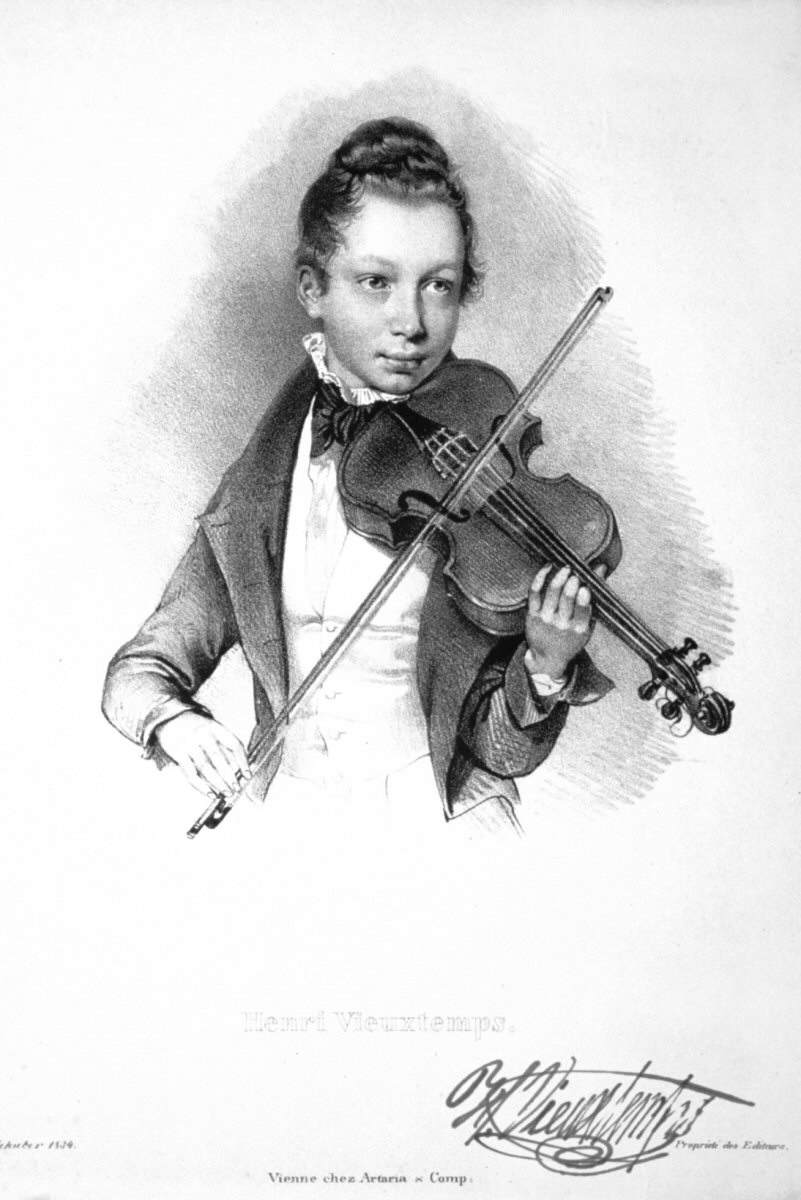
Анрі В'єтан
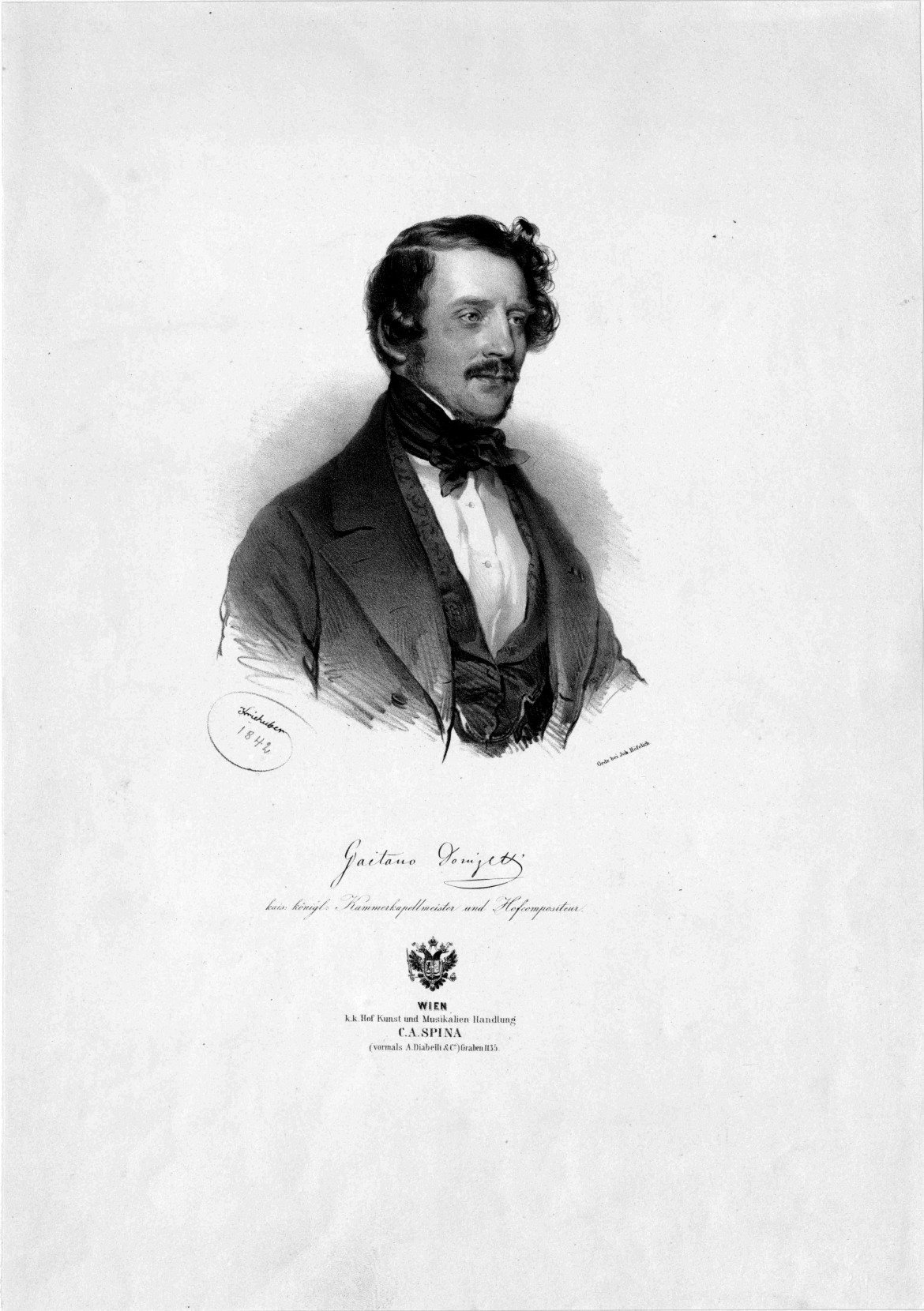
Гаетано Доніцетті
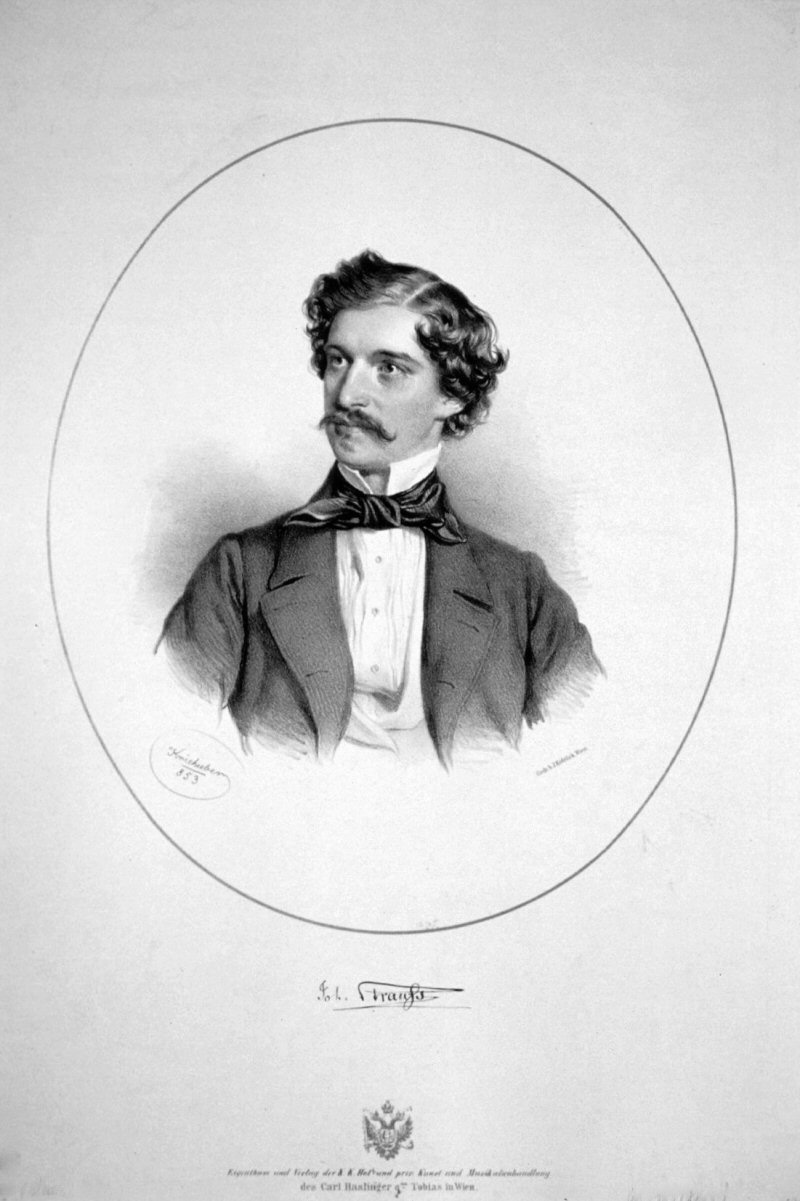
Йоганн Штраус
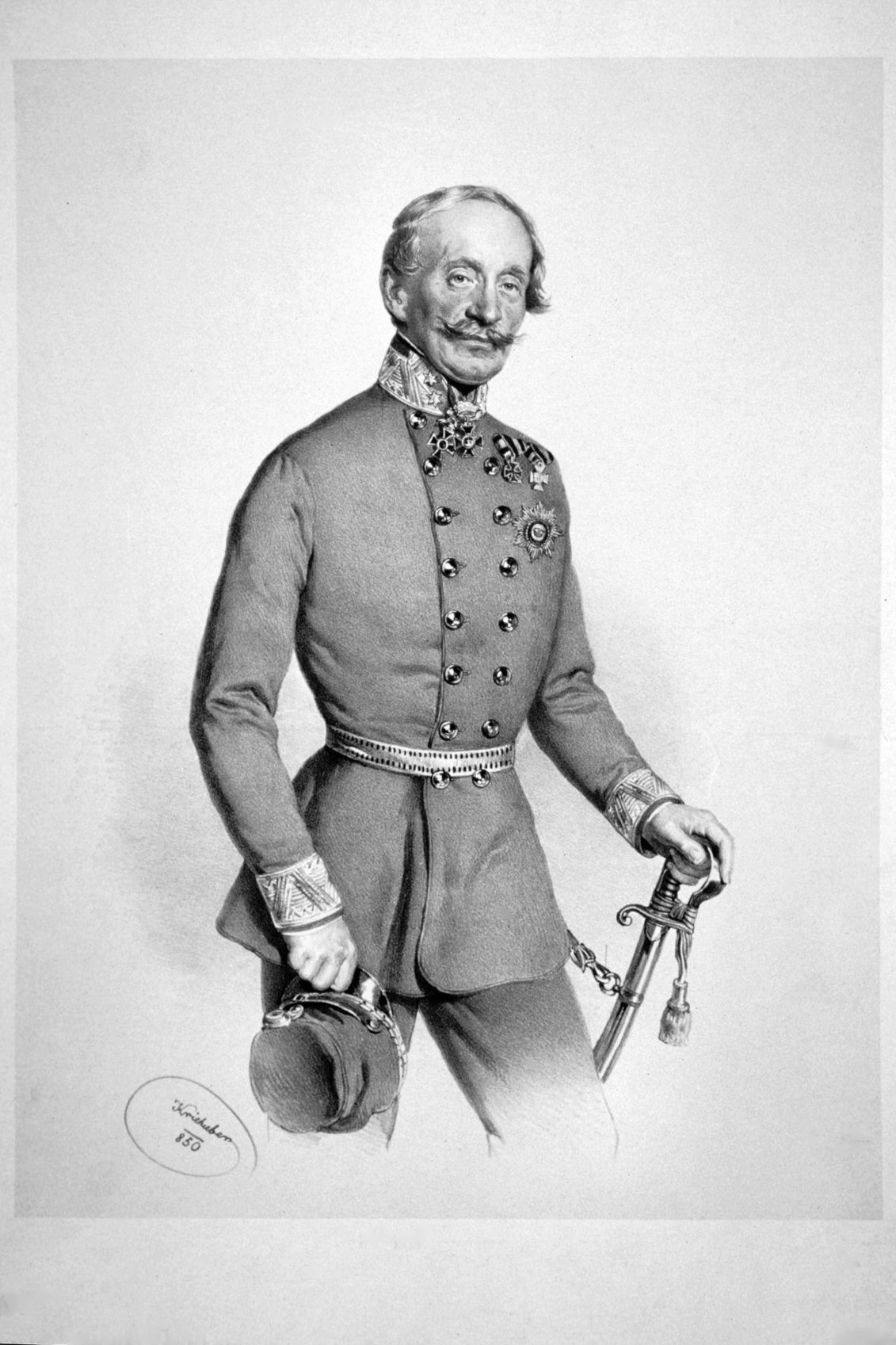
Християн Аппель[ru]
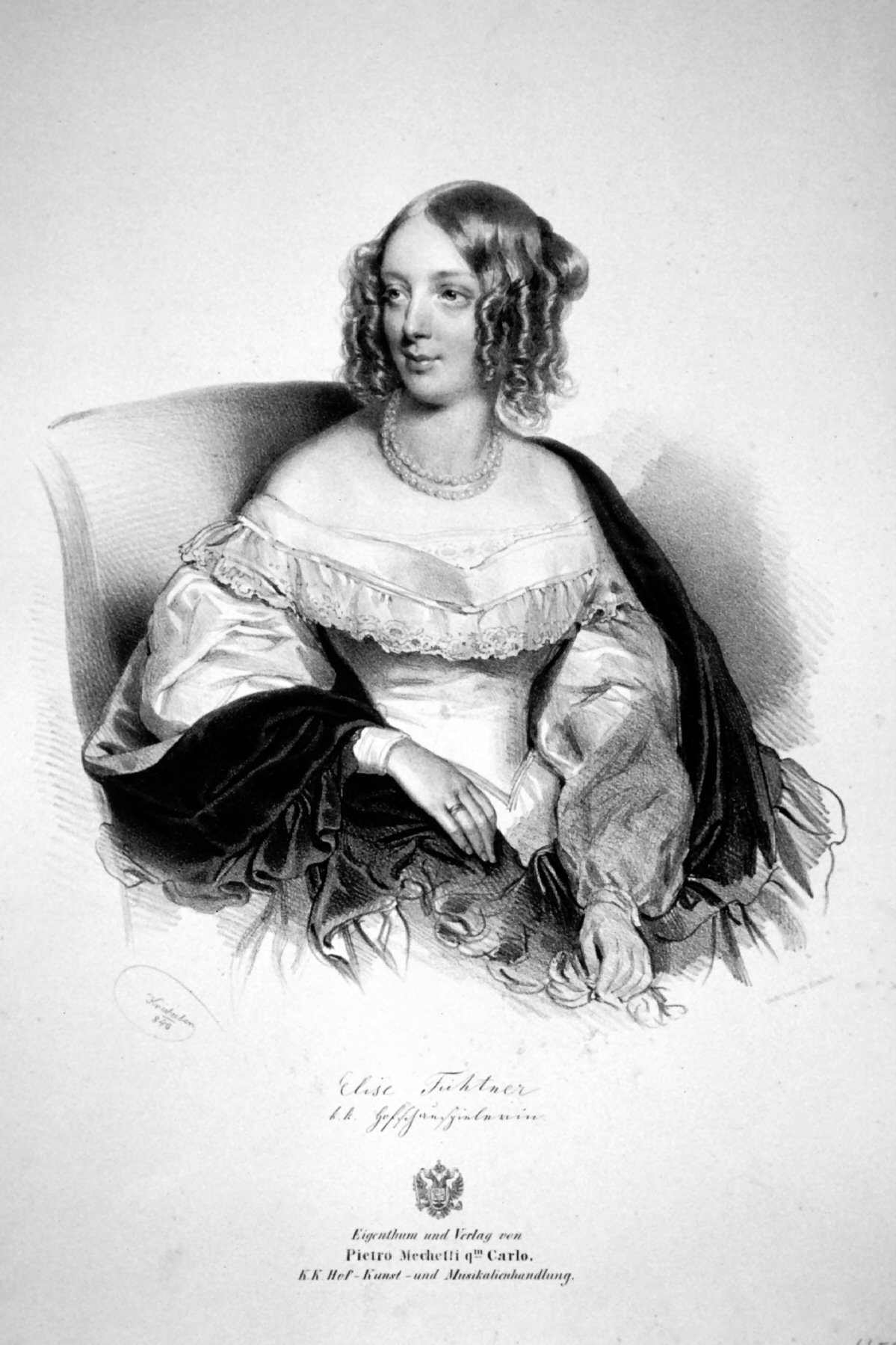
Елізабет Кобервейн[de]
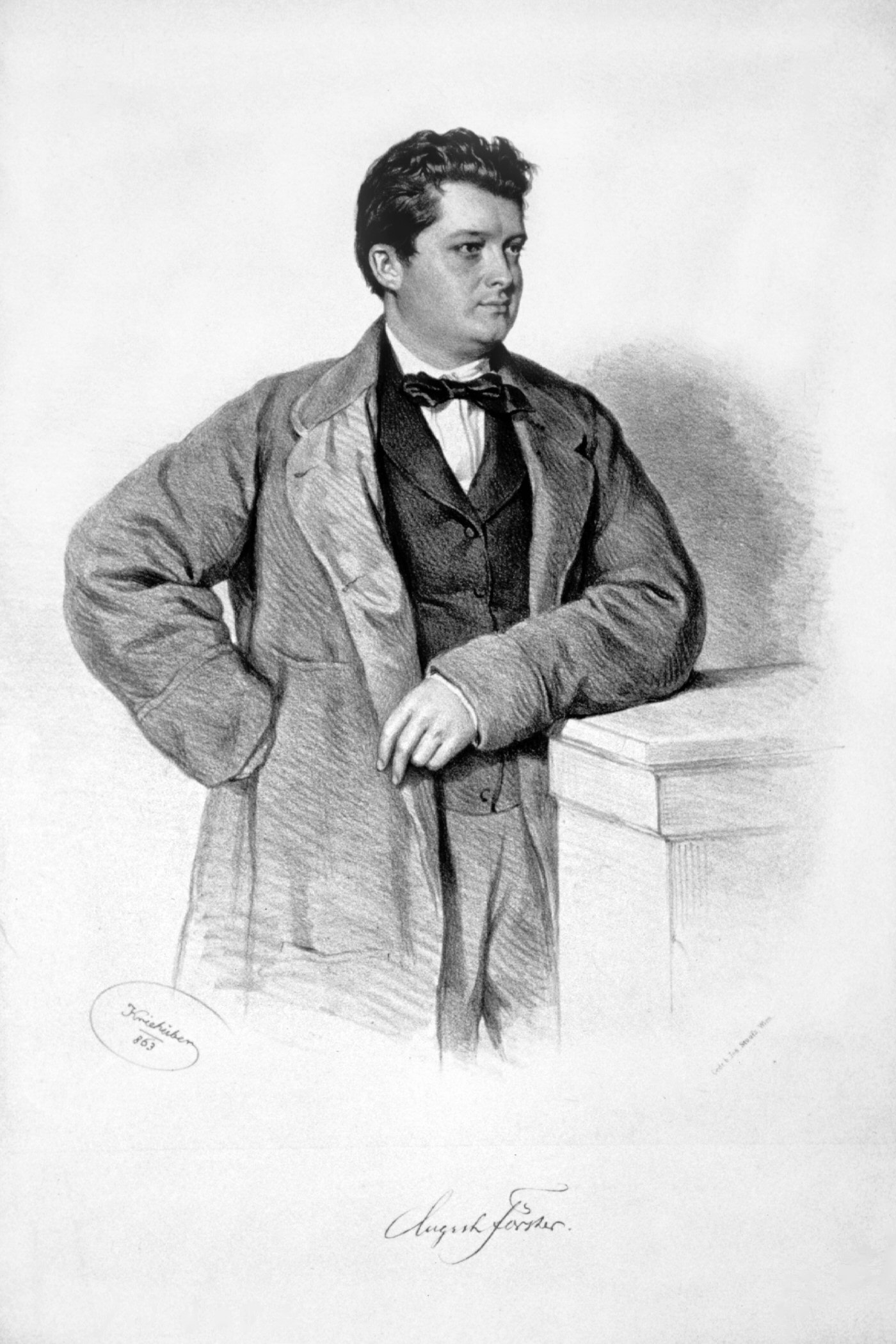
Август Ферстер[de]